# Царёва, Лариса Николаевна
Лариса Николаевна Царёва (род. 10 августа 1958 года) — советская пловчиха.

## Карьера
Тренировалась у В. В. Сычёва в московском ДСО «Буревестник».
На чемпионате Европы 1977 года стала серебряным призёром в советской эстафетной четвёрке.
На чемпионате мира 1978 года выиграла три бронзы — на дистанциях 100 и 200 метров вольным стилем и в эстафете.
Участвовала в Олимпиадах 1976 и 1980 годов.
24-х кратная рекордсменка и чемпионка СССР.
Заместитель генерального директора по общим вопросам ДЮСШ № 7 (Москва).